# Leslie Djhone
Leslie Djhone (* 18. března 1981, Abidžan, Pobřeží slonoviny) je francouzský atlet, sprinter, jehož specializací je hladká čtvrtka.

## Kariéra
S atletikou začínal jako dálkař. V roce 1998 neprošel na juniorském mistrovství světa kvalifikací. O rok později však získal zlatou medaili na mistrovství Evropy juniorů v lotyšské Rize. Později se začal věnovat běhu. V roce 2000 získal stříbrnou medaili ve štafetě na 4 × 100 m na juniorském mistrovství světa v Santiago de Chile.

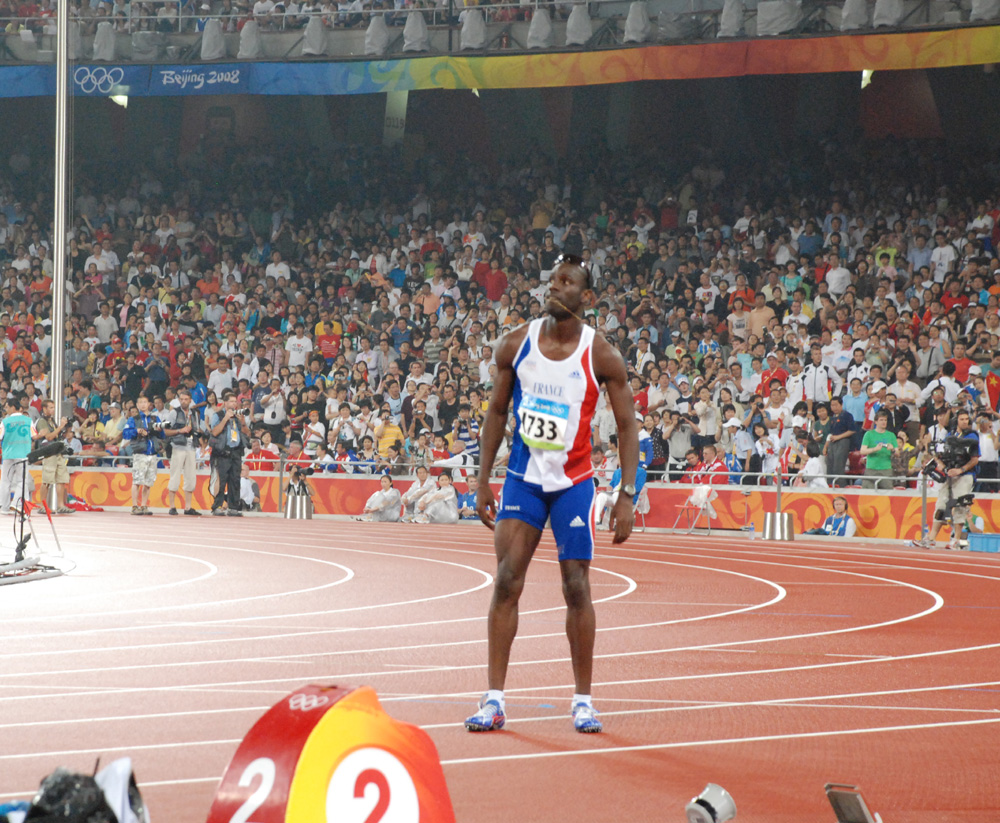
Leslie Djhone na olympiádě v Pekingu

Na evropském šampionátu v Mnichově 2002 vybojoval s francouzskou štafetou na 4 × 400 m bronzové medaile. Těsně za francouzským kvartetem zde tenkrát doběhlo české kvarteto, které na bronz ztratilo více než sekundu. V roce 2003 na světovém šampionátu v Paříži doběhl ve finále závodu na 400 m pátý v čase 44,83 s. Zlatou medaili si odvezl ze štafety, když francouzské kvarteto ve složení Leslie Djhone, Naman Keïta, Stephane Diagana a Marc Raquil proběhlo cílem v čase 2:58,96. V témže roce se stal v Bydhošti mistrem Evropy do 23 let.
Na letních olympijských hrách v Athénách 2004 skončil ve finále na sedmém místě. Na olympijského vítěze Jeremy Warinera ztratil 94 setin. V roce 2006 získal zlatou (4 × 400 m) a bronzovou medaili (400 m) na mistrovství Evropy v Göteborgu. O rok později doběhl na mistrovství světa v Ósace pátý v čase 44,59 s.
Na pátém místě skončil také na letních olympijských hrách 2008 v Pekingu, kde ztratil na bronzového Američana Davida Nevilla 31 setin. V roce 2009 se probojoval na MS v atletice v Berlíně do finále, kde však skončil na posledním, osmém místě. V roce 2011 se stal v Paříži halovým mistrem Evropy.